# Скортегадора (Порденоне)
Скортегадора је насеље у Италији у округу Порденоне, региону Фурланија-Јулијска крајина.
Према процени из 2011. у насељу је живело 58 становника. Насеље се налази на надморској висини од 17 м.